# 9.ª etapa de la Vuelta a España 2022
La 9.ª etapa de la Vuelta a España 2022 tuvo lugar el 28 de agosto de 2022 entre Villaviciosa y Las Praderas sobre un recorrido de 171,4 km. El vencedor fue el sudafricano Louis Meintjes del Intermarché-Wanty-Gobert Matériaux y el belga Remco Evenepoel mantuvo el liderato antes de la segunda jornada de descanso.

## Clasificación de la etapa
| Villaviciosa - Las Praderas de Nava | etapa de montaña | (171,4 km) |

| \| Clasificación de la etapa \| Clasificación de la etapa \| Clasificación de la etapa \| Clasificación de la etapa \| Clasificación de la etapa \| \| Ciclista \| Ciclista \| Equipo \| Tiempo \| \| \| ------------------------- \| ------------------------- \| ---------------------------------- \| ------------------------- \| ------------------------- \| \| 1.º \| Louis Meintjes \| Intermarché-Wanty-Gobert Matériaux \| 4 h 32 min 39 s \| \| \| 2.º \| Samuele Battistella \| Astana Qazaqstan Team \| + 1 min 01 s \| \| \| 3.º \| Edoardo Zambanini \| Bahrain Victorious \| + 1 min 14 s \| \| \| 4.º \| Remco Evenepoel \| Quick-Step Alpha Vinyl \| + 1 min 34 s \| \| \| 5.º \| Filippo Conca \| Lotto-Soudal \| + 1 min 58 s \| \| \| 6.º \| Juan Ayuso \| UAE Team Emirates \| + 2 min 08 s \| \| \| 7.º \| Simon Guglielmi \| Arkéa-Samsic \| + 2 min 08 s \| \| \| 8.º \| Enric Mas \| Movistar Team \| + 2 min 18 s \| \| \| 9.º \| Carlos Rodríguez \| Ineos Grenadiers \| + 2 min 20 s \| \| \| 10.º \| Primož Roglič \| Jumbo-Visma \| + 2 min 26 s \| \| |                     |                                    |                 |
| |                     |                                    |                 |
| Fuente: ProCyclingStats |                     |                                    |                 |
| Clasificación de la etapa |                     |                                    |                 |
| Ciclista | Ciclista            | Equipo                             | Tiempo          |
| 1.º | Louis Meintjes      | Intermarché-Wanty-Gobert Matériaux | 4 h 32 min 39 s |
| 2.º | Samuele Battistella | Astana Qazaqstan Team              | + 1 min 01 s    |
| 3.º | Edoardo Zambanini   | Bahrain Victorious                 | + 1 min 14 s    |
| 4.º | Remco Evenepoel     | Quick-Step Alpha Vinyl             | + 1 min 34 s    |
| 5.º | Filippo Conca       | Lotto-Soudal                       | + 1 min 58 s    |
| 6.º | Juan Ayuso          | UAE Team Emirates                  | + 2 min 08 s    |
| 7.º | Simon Guglielmi     | Arkéa-Samsic                       | + 2 min 08 s    |
| 8.º | Enric Mas           | Movistar Team                      | + 2 min 18 s    |
| 9.º | Carlos Rodríguez    | Ineos Grenadiers                   | + 2 min 20 s    |
| 10.º | Primož Roglič       | Jumbo-Visma                        | + 2 min 26 s    |

## Clasificaciones al final de la etapa

### Clasificación general
| \| Clasificación general \| Clasificación general \| Clasificación general \| Clasificación general \| Clasificación general \| \| Ciclista \| Ciclista \| Equipo \| Tiempo \| \| \| --------------------- \| --------------------- \| ---------------------- \| --------------------- \| --------------------- \| \| 1.º \| Remco Evenepoel \| Quick-Step Alpha Vinyl \| 34 h 02 min 32 s \| \| \| 2.º \| Enric Mas \| Movistar Team \| + 1 min 12 s \| \| \| 3.º \| Primož Roglič \| Jumbo-Visma \| + 1 min 53 s \| \| \| 4.º \| Carlos Rodríguez \| Ineos Grenadiers \| + 2 min 33 s \| \| \| 5.º \| Juan Ayuso \| UAE Team Emirates \| + 2 min 36 s \| \| \| 6.º \| Simon Yates \| BikeExchange-Jayco \| + 3 min 08 s \| \| \| 7.º \| João Almeida \| UAE Team Emirates \| + 4 min 32 s \| \| \| 8.º \| Miguel Ángel López \| Astana Qazaqstan Team \| + 5 min 03 s \| \| \| 9.º \| Jai Hindley \| Bora-Hansgrohe \| + 5 min 36 s \| \| \| 10.º \| Pavel Sivakov \| Ineos Grenadiers \| + 5 min 39 s \| \| |                    |                        |                  |
| |                    |                        |                  |
| Fuente: ProCyclingStats |                    |                        |                  |
| Clasificación general |                    |                        |                  |
| Ciclista | Ciclista           | Equipo                 | Tiempo           |
| 1.º | Remco Evenepoel    | Quick-Step Alpha Vinyl | 34 h 02 min 32 s |
| 2.º | Enric Mas          | Movistar Team          | + 1 min 12 s     |
| 3.º | Primož Roglič      | Jumbo-Visma            | + 1 min 53 s     |
| 4.º | Carlos Rodríguez   | Ineos Grenadiers       | + 2 min 33 s     |
| 5.º | Juan Ayuso         | UAE Team Emirates      | + 2 min 36 s     |
| 6.º | Simon Yates        | BikeExchange-Jayco     | + 3 min 08 s     |
| 7.º | João Almeida       | UAE Team Emirates      | + 4 min 32 s     |
| 8.º | Miguel Ángel López | Astana Qazaqstan Team  | + 5 min 03 s     |
| 9.º | Jai Hindley        | Bora-Hansgrohe         | + 5 min 36 s     |
| 10.º | Pavel Sivakov      | Ineos Grenadiers       | + 5 min 39 s     |

### Clasificación por puntos
| Clasificación por puntos | Clasificación por puntos | Clasificación por puntos | Clasificación por puntos | Clasificación por puntos |
| Ciclista                 | Ciclista                 | Equipo                   | Puntos                   |                          |
| ------------------------ | ------------------------ | ------------------------ | ------------------------ | ------------------------ |
| 1.º                      | Mads Pedersen            | Trek-Segafredo           | 147 pts                  |                          |
| 2.º                      | Sam Bennett              | Bora-Hansgrohe           | 142 pts                  |                          |
| 3.º                      | Marc Soler               | UAE Team Emirates        | 81 pts                   |                          |
| 4.º                      | Samuele Battistella      | Astana Qazaqstan Team    | 67 pts                   |                          |
| 5.º                      | Remco Evenepoel          | Quick-Step Alpha Vinyl   | 65 pts                   |                          |
| 6.º                      | Fred Wright              | Bahrain Victorious       | 64 pts                   |                          |
| 7.º                      | Primož Roglič            | Jumbo-Visma              | 56 pts                   |                          |
| 8.º                      | Enric Mas                | Movistar Team            | 55 pts                   |                          |
| 9.º                      | Daniel McLay             | Arkéa-Samsic             | 41 pts                   |                          |
| 10.º                     | Jay Vine                 | Alpecin-Deceuninck       | 40 pts                   |                          |

### Clasificación de la montaña
| Clasificación de la montaña | Clasificación de la montaña | Clasificación de la montaña        | Clasificación de la montaña | Clasificación de la montaña |
| Ciclista                    | Ciclista                    | Equipo                             | Puntos                      |                             |
| --------------------------- | --------------------------- | ---------------------------------- | --------------------------- | --------------------------- |
| 1.º                         | Jay Vine                    | Alpecin-Deceuninck                 | 40 pts                      |                             |
| 2.º                         | Robert Stannard             | Alpecin-Deceuninck                 | 21 pts                      |                             |
| 3.º                         | Jimmy Janssens              | Alpecin-Deceuninck                 | 17 pts                      |                             |
| 4.º                         | Marc Soler                  | UAE Team Emirates                  | 16 pts                      |                             |
| 5.º                         | Thibaut Pinot               | Groupama-FDJ                       | 12 pts                      |                             |
| 6.º                         | Rubén Fernández Andújar     | Cofidis                            | 11 pts                      |                             |
| 7.º                         | Louis Meintjes              | Intermarché-Wanty-Gobert Matériaux | 10 pts                      |                             |
| 8.º                         | Mark Padun                  | EF Education-EasyPost              | 10 pts                      |                             |
| 9.º                         | Jesús Herrada               | Cofidis                            | 10 pts                      |                             |
| 10.º                        | Remco Evenepoel             | Quick-Step Alpha Vinyl             | 9 pts                       |                             |

### Clasificación de los jóvenes
| Clasificación del mejor joven | Clasificación del mejor joven | Clasificación del mejor joven | Clasificación del mejor joven | Clasificación del mejor joven |
| Ciclista                      | Ciclista                      | Equipo                        | Tiempo                        |                               |
| ----------------------------- | ----------------------------- | ----------------------------- | ----------------------------- | ----------------------------- |
| 1.º                           | Remco Evenepoel               | Quick-Step Alpha Vinyl        | 34 h 02 min 32 s              |                               |
| 2.º                           | Carlos Rodríguez              | Ineos Grenadiers              | + 2 min 33 s                  |                               |
| 3.º                           | Juan Ayuso                    | UAE Team Emirates             | + 2 min 36 s                  |                               |
| 4.º                           | João Almeida                  | UAE Team Emirates             | + 4 min 32 s                  |                               |
| 5.º                           | Pavel Sivakov                 | Ineos Grenadiers              | + 5 min 39 s                  |                               |
| 6.º                           | Thymen Arensman               | Team DSM                      | + 5 min 45 s                  |                               |
| 7.º                           | Gino Mäder                    | Bahrain Victorious            | + 8 min 15 s                  |                               |
| 8.º                           | Sergio Higuita                | Bora-Hansgrohe                | + 9 min 45 s                  |                               |
| 9.º                           | José Félix Parra              | Equipo Kern Pharma            | + 20 min 07 s                 |                               |
| 10.º                          | Clément Champoussin           | AG2R Citroën Team             | + 34 min 12 s                 |                               |

### Clasificación por equipos
| Clasificación por equipos | Clasificación por equipos          | Clasificación por equipos | Clasificación por equipos |
| Equipo                    | Equipo                             | Tiempo                    |                           |
| ------------------------- | ---------------------------------- | ------------------------- | ------------------------- |
| 1.º                       | UAE Team Emirates                  | 101 h 27 min 48 s         |                           |
| 2.º                       | Ineos Grenadiers                   | + 1 min 44 s              |                           |
| 3.º                       | Bahrain Victorious                 | + 9 min 34 s              |                           |
| 4.º                       | EF Education-EasyPost              | + 10 min 07 s             |                           |
| 5.º                       | Movistar Team                      | + 11 min 00 s             |                           |
| 6.º                       | Intermarché-Wanty-Gobert Matériaux | + 12 min 42 s             |                           |
| 7.º                       | Astana Qazaqstan Team              | + 13 min 14 s             |                           |
| 8.º                       | Bora-Hansgrohe                     | + 14 min 45 s             |                           |
| 9.º                       | Jumbo-Visma                        | + 18 min 58 s             |                           |
| 10.º                      | Groupama-FDJ                       | + 37 min 56 s             |                           |

## Abandonos
Sepp Kuss, con fiebre, Pieter Serry y Wout Poels, ambos tras haber dado positivo en COVID-19, no tomaron la salida. Por su parte, Henri Vandenabeele y Gerben Thijssen no completaron la etapa, este último por una caída.